# Sotobañado y Priorato
Sotobañado y Priorato is een gemeente in de Spaanse provincie Palencia in de regio Castilië en León met een oppervlakte van 25,26 km². Sotobañado y Priorato telt 162 inwoners (1 januari 2016).

## Demografische ontwikkeling
Bron: INE, 1857-2011: volkstellingen
Opm.: In 1857 werd de gemeente Sotillo de Boedo aangehecht